# Roderich Fuhrmann
Roderich Fuhrmann (* 16. August 1929 in Hiddesen, Detmold; † 24. August 2003 in Salzburg) war ein deutscher Musikwissenschaftler. Er lehrte als Professor für Musikpädagogik und Architekturgeschichte an der Hochschule Bremen (bis 1982 Hochschule für Sozialpädagogik und Sozialökonomie). 

## Leben
Fuhrmann besuchte das humanistische Gymnasium in Detmold, wo er 1949 das Abitur erlangte. Anschließend studierte er bis 1953 Klavier, Chorleitung und Musiktheorie an der Nordwestdeutschen Musikakademie Detmold. Zu seinen dortigen Lehrern gehörten Conrad Hansen und Kurt Thomas. Nach dem Studium war Fuhrmann bis 1959 als Klavier- und Musiklehrer tätig. Danach studierte er Musikwissenschaft, Kunstwissenschaft und Pädagogik an der Philipps-Universität Marburg. Dort wurde er 1963 bei Hans Engel promoviert. In seiner Dissertation befasste er sich mit der Klaviermusik als Kammermusik in der Stadt Mannheim. Er unterrichtete als Musiklehrer in Hilchenbach und Bochum, bis er 1971 eine Lehrtätigkeit – Musikpädagogik für Sozialpädagogen – an der Hochschule für Sozialpädagogik und Sozialökonomie in Bremen (später Fachbereich 8 bzw. Sozialwesen der Hochschule Bremen) aufnahm. 1976 wurde er dort zum Professor für Musikpädagogik berufen.
Fuhrmann setzte sich in der Stadt Bremen unter anderem für den Denkmalschutz ein und betätigte sich als Mozartforscher. Zusammen mit seiner Frau Carola gründete er eine Stiftung zur Förderung traditioneller Handwerkskunst. Von dieser Stiftung wurde u. a. das Tischlereimuseum Bremen gefördert.

## Veröffentlichungen (Auswahl)
- Mozart und die Juden, Katalog zur Ausstellung im Haus der Bremischen Bürgerschaft vom 12. Oktober bis 11. November 1994, Verlag Hausschild, Bremen 1994